# Neoploptera peregrina
Neoploptera peregrina is een keversoort uit de familie schimmelkevers (Latridiidae). De wetenschappelijke naam van de soort werd in 1880 gepubliceerd door Marie Joseph Paul Belon.